# Invasión aliada de Sicilia
La invasión aliada de Sicilia comenzó en la noche del 9 al 10 de julio de 1943 y terminó el 17 de agosto con una victoria por parte de los Aliados. La invasión de la isla fue denominada Operación Husky y comenzó con una gran operación anfibia y aérea, seguida de una campaña terrestre de seis semanas. Dio inicio a la campaña de Italia.
Husky fue la operación anfibia más grande de la Segunda Guerra Mundial hasta ese momento, en términos de hombres desembarcados en las playas y en extensión. Estratégicamente, la operación siciliana alcanzó las metas propuestas para ella por los planificadores aliados. Las fuerzas aéreas y navales del Eje fueron expulsadas de la isla; las rutas del Mediterráneo fueron despejadas y Mussolini fue arrestado por el Gran Consejo Fascista y el Rey. Se abrió el camino hacia la invasión aliada de Italia, que no había sido considerada necesaria como una continuación de la Operación Husky.
Días antes, miembros del SAS británico neutralizaron tres cañones costeros situados en Capo Murro di Porco, que amenazaban el éxito del desembarco.

## Planificación y fuerzas
La invasión de Sicilia fue la más importante operación aliada anfibia y aerotransportada, en la que estuvieron implicadas fuerzas británicas, canadienses y estadounidenses con la tarea de arrebatar la isla a las fuerzas del Eje representadas por los soldados italianos y alemanes.
Después de la victoria en la campaña del Norte de África, los aliados decidieron invadir Sicilia, con el objetivo de neutralizar la amenaza italo-alemana a los buques mercantes que navegaban por el mar Mediterráneo. Los aliados evaluaron correctamente la posición política de Benito Mussolini y pronosticaron que la conquista de Sicilia podría poner en peligro su posición en el gobierno. La decisión de invadir Sicilia fue apoyada por los generales estadounidenses, pero luego se opusieron a continuar por Italia, ya que aseguraban que se desviarían recursos hacia un frente secundario, y que se retrasaría una vez más el tan esperado desembarco en Francia. El primer ministro del Reino Unido, sir Winston Churchill, apoyaría el avance por Italia, calificándolo del "suave vientre del Reich", pero los hechos le darían la razón a los estadounidenses.
Una vez completada la captura de las islas italianas de Pantellería, Lampedusa, Linosa y Lampione frente a África, los Aliados estaban listos para iniciar la Operación Husky cuyo objetivo era la invasión de la Isla de Sicilia.  Al mando de la operación fue puesto el General Dwight Eisenhower.
El plan aliado implicaba el desembarco de dos ejércitos en el sur y el sureste de Sicilia, integrados en el 15.º Grupo de Ejércitos al mando del mariscal Harold Alexander. El último ejército debería tomar Siracusa y luego dirigirse rápidamente a Mesina, rodeando el Monte Etna, con el objetivo de cortar el escape enemigo al estrecho de Mesina. La fuerza del sur avanzaría al oeste y luego regresaría para atrapar a las fuerzas enemigas entre los dos ejércitos.
Los dos ejércitos aliados seleccionados fueron el Séptimo Ejército estadounidense y el Octavo Ejército británico, al mando de los generales George Patton y Bernard Montgomery, respectivamente. El Séptimo Ejército de Patton debía desembarcar entre Licata y Gela, mientras que el Octavo Ejército de Montgomery lo haría en la provincia de Siracusa. Ambos ejércitos lanzarían fuerzas aerotransportadas que harían aterrizajes dispersos. Cada ejército tenía dos cuerpos bajo su mando, para un total de 11 divisiones, incluyendo las de reserva, estacionadas en África.
Aunque Benito Mussolini exigió que Sicilia fuera defendida exclusivamente por unidades italianas, el XIV Cuerpo Panzer se encontraba en la isla al mando del general Albert Kesselring. Las fuerzas italianas y alemanas (estas últimas en teoría) estaban agrupadas en el 6.º Ejército, a las órdenes del General Alfredo Guzzoni, compuesto por dos cuerpos: XII y XVI. La División Hermann Göring también se hallaba en la isla.

## Desembarcos

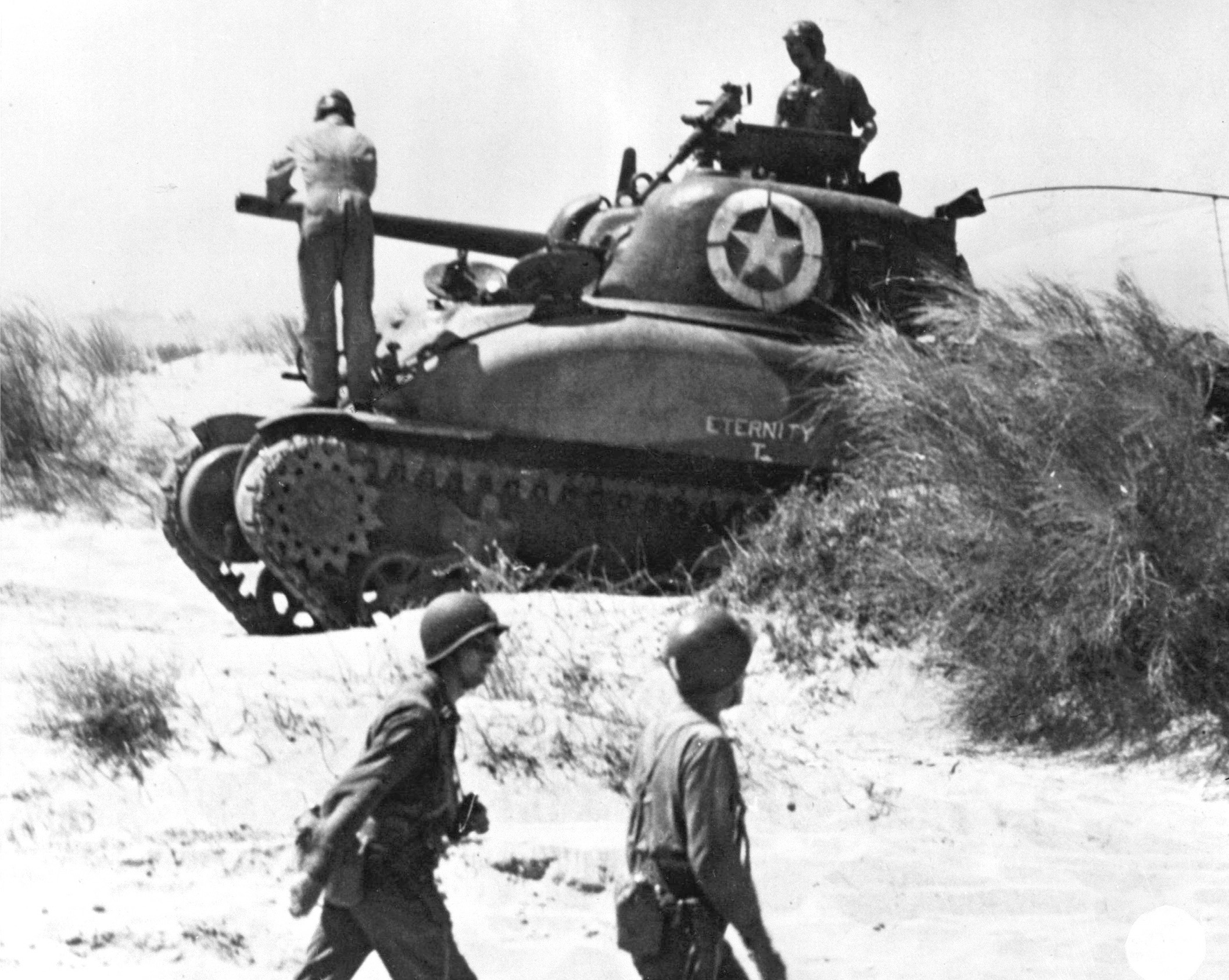
Un tanque M4 Sherman en Sicilia durante los desembarcos.

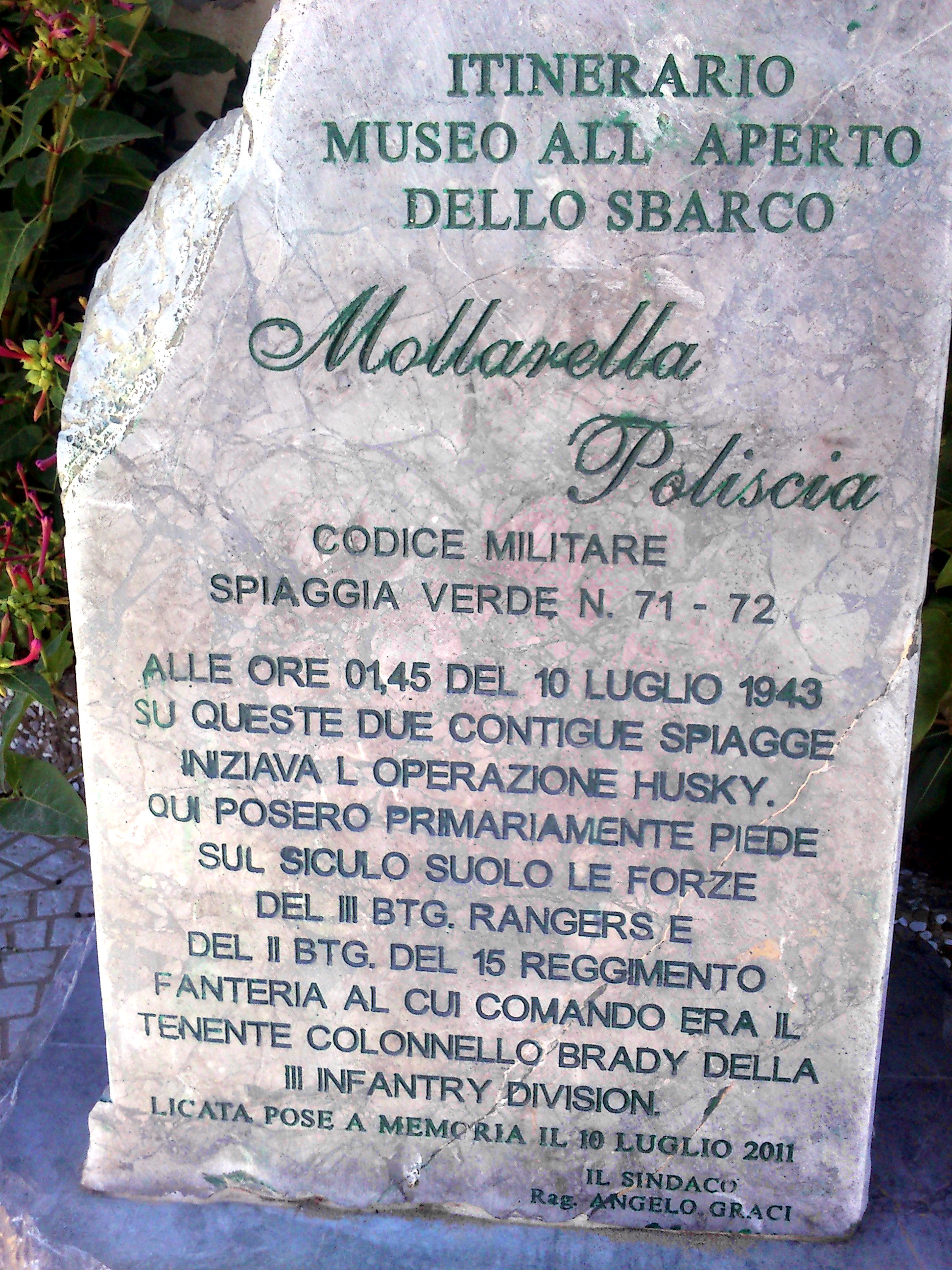

El 10 de julio de 1943, ambos ejércitos realizaron sus desembarcos. La noche anterior se habían arrojado fuerzas aerotransportadas sobre la isla, pero los inusualmente fuertes vientos ocasionaron que fueran dispersadas e incluso que muchos aeroplanos se estrellaran en el agua. Unas tres horas después de los lanzamientos, se inició el desembarco en Licata Mollarella Poliscia. La Regia Marina atacó a las fuerzas navales de desembarco, hundiendo a varios buques de guerra y transportes, pero sufriendo igual número de bajas. En el oriente, las fuerzas británicas entraron en Siracusa sin encontrar resistencia seria, y aunque los estadounidenses sufrieron un contraataque alemán, la mayoría de las fuerzas italianas fueron sorprendidas y se retiraron. Para el 15 de julio, las fuerzas de Patton habían extendido la línea del frente hasta Agrigento, pero los británicos se habían topado con una seria oposición en las faldas del Etna y no lograban abrirse camino hasta Mesina.
Debido a las vagas y contradictorias órdenes del mariscal Alexander, el general Patton se tomó la autonomía necesaria para realizar un arriesgado avance hacia Palermo, que conquistó el 22 de julio. Después de obtener la aprobación de Alexander, Patton se dirigió a toda velocidad hacia Mesina, con el objetivo de tomarla antes que Montgomery, con quien rivalizaba. No obstante, su avance fue detenido en la línea Santa Stefana el 23 de julio.
El 24 de julio, en vista de la fácil derrota italiana, el Gran Consejo Fascista emitió un voto de desconfianza contra Mussolini, y al día siguiente este fue arrestado y reemplazado por Pietro Badoglio, quien después de asegurar públicamente que Italia no abandonaría a Alemania, inició negociaciones secretas de paz con los aliados.
A finales de julio, Patton quebró la Santa Stefana, pero chocó de frente con una nueva línea defensiva: la San Frantello. Después de tres intentos de desbordarla por el flanco norte, realizados los días 8, 11 y 15 de agosto, Patton logró abrirse paso de nuevo hacia Mesina, aunque la mayoría de las fuerzas alemanas habían conseguido cruzar el estrecho y escapar a Italia.
El 17 de agosto, las tropas del general George Patton entraron en Messina, horas después de que el último soldado alemán se hubiera retirado. Sin embargo, Patton ganó su carrera personal con Montgomery, quien llegó un día después.

## Consecuencias
Aunque la operación fue aclamada como un éxito, se calcula que unos 100 000 soldados y 10 000 vehículos del Eje escaparon a Italia. Debido a la superioridad naval y aérea aliada, el hecho de que escaparan tantos soldados es considerado una victoria del Eje.
Este desembarco tuvo una influencia directa en el sangriento frente oriental, donde los alemanes estaban ejecutando la operación Ciudadela. Temeroso de que los aliados ocuparan Italia y saltaran a los Balcanes, Hitler ordenó la suspensión de "Ciudadela", y Alemania pasó a la defensiva desde entonces en la Unión Soviética.
Durante la invasión de Sicilia, 64 prisioneros de guerra italianos fueron asesinados por tropas estadounidenses en Biscari. Solamente un sargento y un capitán fueron juzgados: el primero fue declarado culpable pero fue liberado, mientras que el segundo fue transferido a otro regimiento y murió un año después en combate en Italia.
La desorganización de las tropas aerotransportadas en Sicilia motivó que se mejorara el entrenamiento de las mismas, ya que los casos de fuego amigo fueron abundantes. No obstante, su efectividad quedó probada y fueron utilizadas de nuevo en la operación Overlord, en el desembarco en Normandía. Después de la operación Husky, se empezó a planificar la operación Baytown, que implicaba un desembarco en Calabria.